# Parkā Posht
Parkā Posht (persiska: Parkā Posht-e Mehdīkhānī, پرکا پشت) är en ort i Iran.   Den ligger i provinsen Gilan, i den norra delen av landet, 220 km nordväst om huvudstaden Teheran. Antalet invånare är 818.
Terrängen runt Parkā Posht är mycket platt. Runt Parkā Posht är det ganska tätbefolkat, med 155 invånare per kvadratkilometer. Närmaste större samhälle är Āstāneh-ye Ashrafīyeh, 6,6 km sydväst om Parkā Posht. Trakten runt Parkā Posht består till största delen av jordbruksmark.